# テノイルトリフルオロアセトン
テノイルトリフルオロアセトン (英: thenoyltrifluoroacetone, C8H5F3O2S) は、薬理学的にキレート剤として使われる化合物である。電子伝達系の複合体IIをブロックし、細胞呼吸を阻害する。